# Xeodrifter
Xeodrifter est un jeu de plates-formes en 2D sorti sur PC et sur consoles le 11 décembre 2014. Le jeu a été développé par Renegade Kid.

## Synopsis
Xeodrifter est un jeu de plates-formes en 2D intégrant un système de tir. Le joueur incarne un personnage qui doit naviguer de planète en planète pour affronter des ennemis afin de pouvoir finir les niveaux.